# Kosyń (Lublin)
Kosyń [pronunciación en polaco: /ˈkɔsɨɲ/] es un pueblo ubicado en el distrito administrativo de Gmina Wola Uhruska, dentro del Condado de Włodawa, Voivodato de Lublin, en Polonia oriental, cercano a la frontera con Ucrania. Se encuentra aproximadamente a 9 kilómetros al noroeste de Wola Uhruska, a 19 kilómetros al sur de Włodawa, y a 73 kilómetros al este de la capital regional Lublin.